# Zerkaa
Joshua Bradley (* 4. září 1992, Londýn), známější pod pseudonynem Zerkaa a uměleckým jménem Josh Zerker, je anglický YouTuber a streamer. Je také spoluzakladatelem a členem britské YouTube skupiny známé jako Sidemen. V roce 2019 byl Bradley uveden na seznamu The Sunday Times jako devátý nejvlivnější online tvůrce ve Spojeném království. Od listopadu 2021 má jeho hlavní YouTube kanál přes čtyři miliony odběratelů a 600 milionů zhlédnutí videí.

## Život a vzdělávání
Joshua Bradley se narodil 4. září 1992 v Londýně. Bradley navštěvoval Bexley Grammar School, kde se setkal s budoucím členem Sidemen, Tobim Brownem. Později dosáhl druhého stupně vyznamenání v oboru digitální filmové produkce na Ravensbourne University.

## Kariéra
V roce 2009 vytvořil Bradley svůj první YouTube kanál s názvem Zerkaa, na který primárně nahrával obsah videoher Call of Duty a FIFA. V říjnu 2013 Bradley spoluzaložil a stal se členem britské youtuberské skupiny známé jako Sidemen. S dalšími třemi členy skupiny žil od roku 2014 do roku 2018, poté se přestěhoval do bytu se svou přítelkyní. Bradley také uvedl na trh svou vlastní oděvní řadu s názvem ZRK.
V roce 2018 si Bradley zahrál spolu se zbytkem Sidemen v seriálu The Sidemen Show.

## Osobní život
Bradley je příznivcem Millwall FC již od svých šesti let. Od roku 2010 je ve vztahu s Freyou Nightingalovou.

## Filmografie
| Rok  | Titul                  | Síť             | Poznámky                              | Ref.   |
| ---- | ---------------------- | --------------- | ------------------------------------- | ------ |
| 2014 | The Sideman Experience | Comedy Central  | Hlavní role; 5 epizod                 | [ 7 ]  |
| 2018 | The Sidemen Show       | YouTube Premium | Hlavní role; 7 epizod                 | [ 6 ]  |
| 2018 | Formula E Voltage      | YouTube         | Host; Epizoda "2018 Ad Diriyah ePrix" | [ 8 ]  |
| 2020 | How To Be Behzinga     | YouTube         | Host; 2 epizody                       | [ 9 ]  |
| 2021 | In The Mud             | Side+           | Hlavní role                           | [ 10 ] |
| 2021 | The Boys 1             | Side+           | Hlavní role                           | [ 11 ] |
| 2021 | The Boys 2             | Side+           | Hlavní role                           | [ 12 ] |
| 2022 | Codename: Amsterdam    | Side+           | Hlavní role                           |        |